# Márcio Appel
Márcio Appel (né le 1er janvier 1979 à Campos do Jordão) est un cavalier brésilien de concours complet.
Aux Jeux olympiques d'été de 2016 à Rio de Janeiro, il est 39e de l'épreuve individuelle et 7e de l'épreuve par équipe.